# Чан, Эйми
Э́йми Чан Ян Мей (кит. 陳茵媺; 1 апреля 1981, Торонто, Онтарио, Канада) — гонконгская актриса и фотомодель.

## Биография
Эйми Чан Ян Мей родилась 1 апреля 1981 года в Торонто (провинция Онтарио, Канада) в семье гонконгцев. Эйми окончила «Woodbridge College». В 2004 году Чан окончила «Ontario College of Art & Design», став дипломированным графическим дизайнером.

## Карьера
Эйми начала свою карьеру в качестве фотомодели в 1997 году. После окончания колледжа в 2004 году, Чан более серьёзно занялась модельной карьерой и позже выиграла несколько конкурсов красоты.
С 2007 года Эйми снимается в кино и в настоящее время она сыграла более чем в 15-ти фильмах и телесериалах.

## Личная жизнь
С 11 июня 2013 года Эйми замужем за актёром Моузесом Чаном. У супругов есть два сына — Эйден Джошуа Чан (род.05.12.2013) и Нейтан Лукас Чан (род.26.02.2015).